# Авенданьо, Серафин
Серафин Авенданьо (исп. Serafín Avendaño; 12 октября 1838, Виго, Галисия, Испания — 23 августа 1916, Вальядолид) — испанский художник-пейзажист.

## Биография
Родился в профессорской семье. Живописи учился в Королевской академии изящных искусств Сан-Фернандо. Совершенствовался в мастерских Антонио Мария Эскивеля и Хенаро Переса Вильямиля. Позже отправился в Италию, где провёл много лет.
Жил в Генуе, написал много лигурийских пейзажей. На художественной выставке Галиции в 1858 году художник, представил акварель «Грустная девушка», за которую получил серебряную медаль.
В Мадриде в 1862 и 1866 годы был удостоен нескольких наград за пейзажи. В 1864 году получил премию на престижной Национальной выставке изобразительных искусств Испании. Многочисленные выставки его работ проводились в Италии вплоть до 1930-х годов.
Умер в Вальядолиде, страдая от атеросклероза.

## Избранные работы

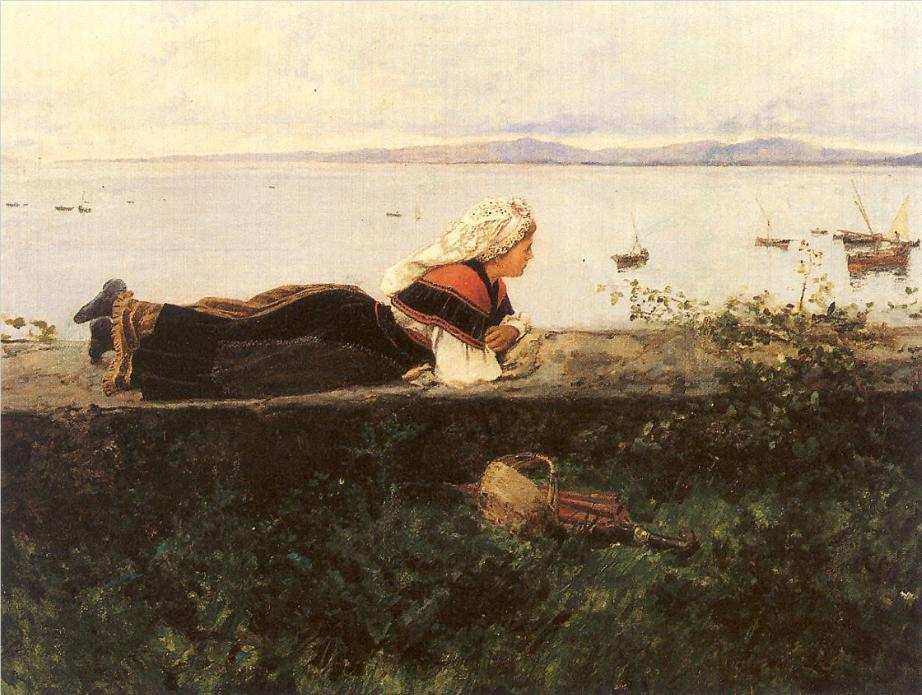
Пейзаж с галисийской женщиной
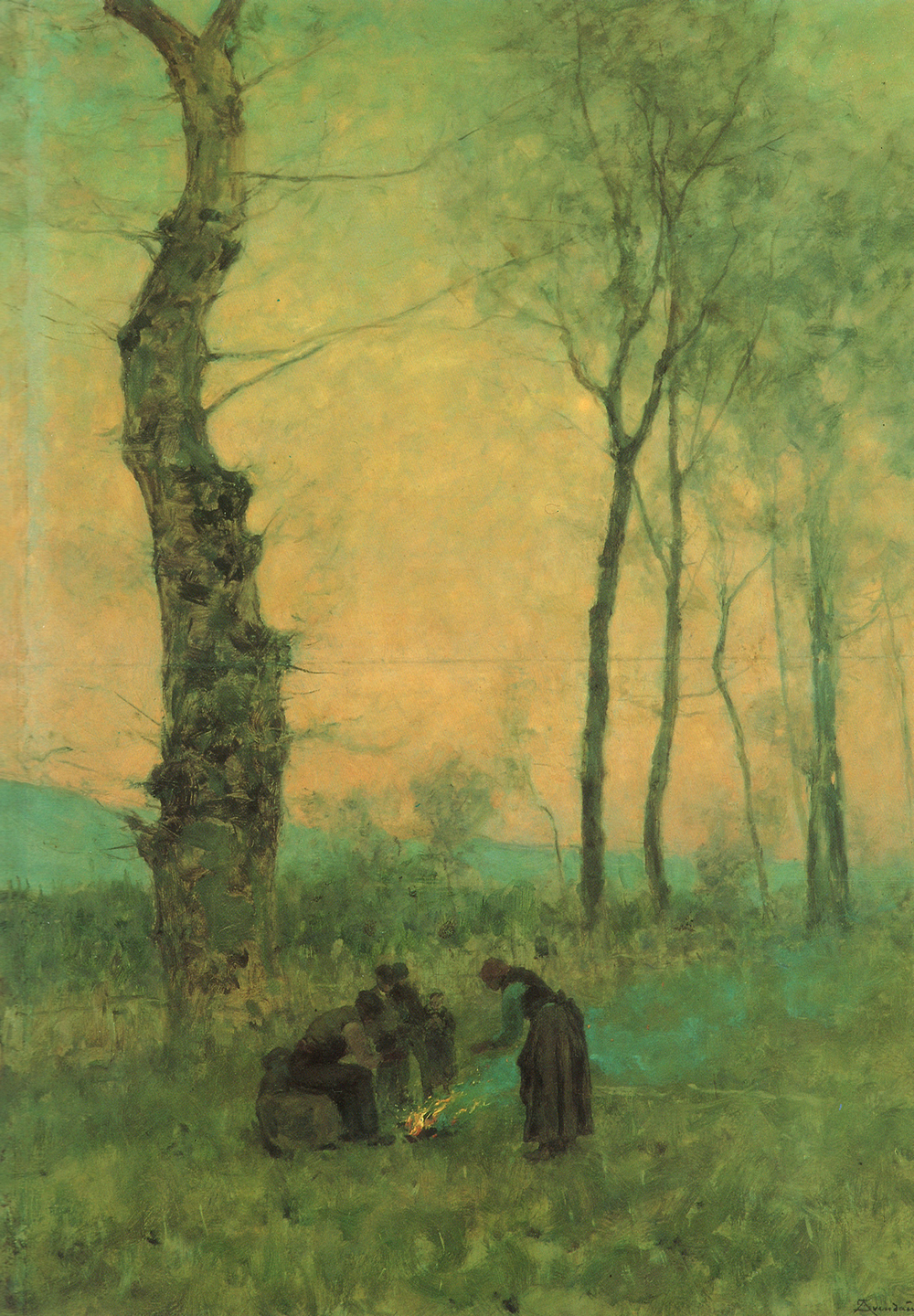
Зимний пейзаж
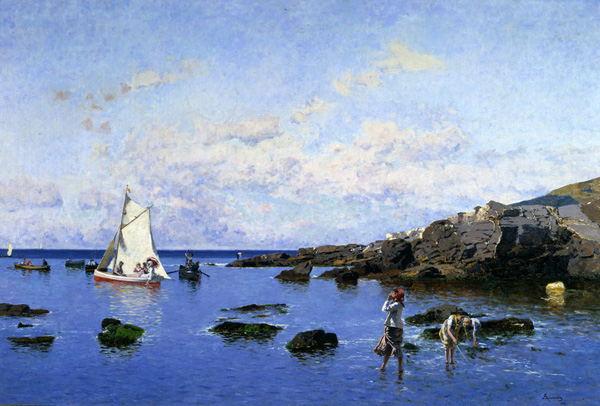
Генуэзская Ривьера
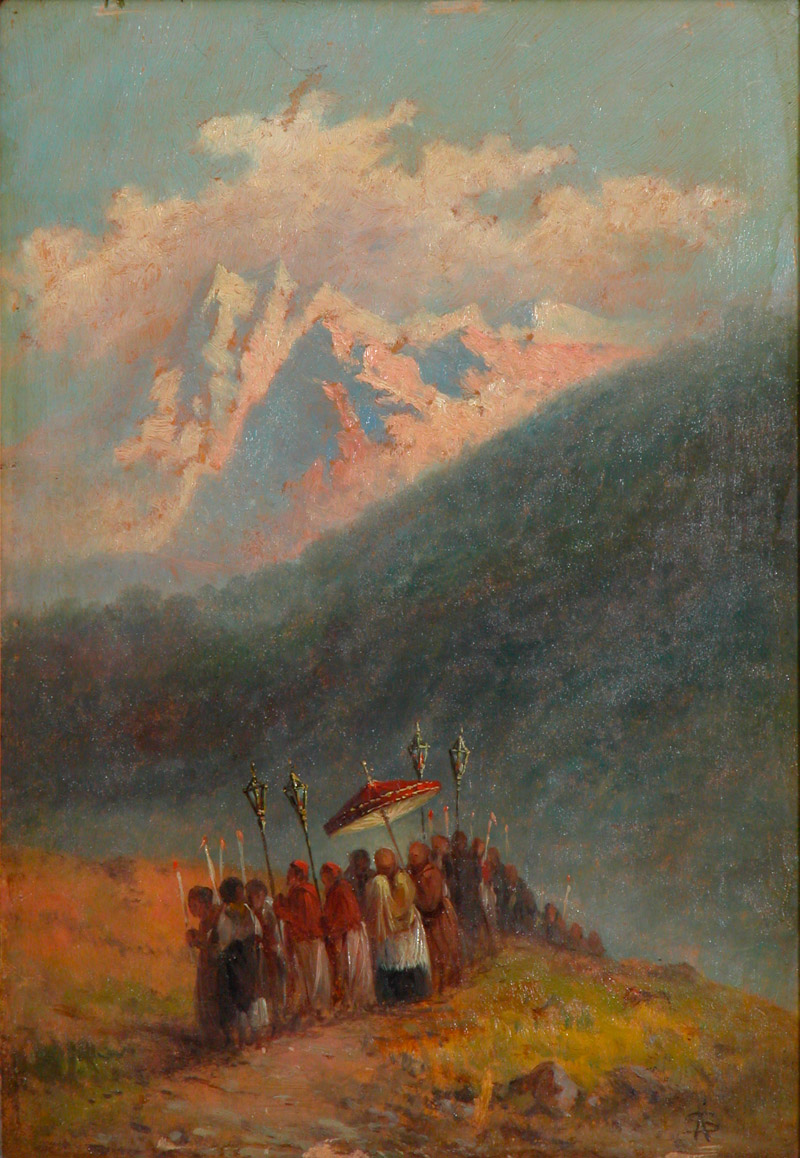
Процессия
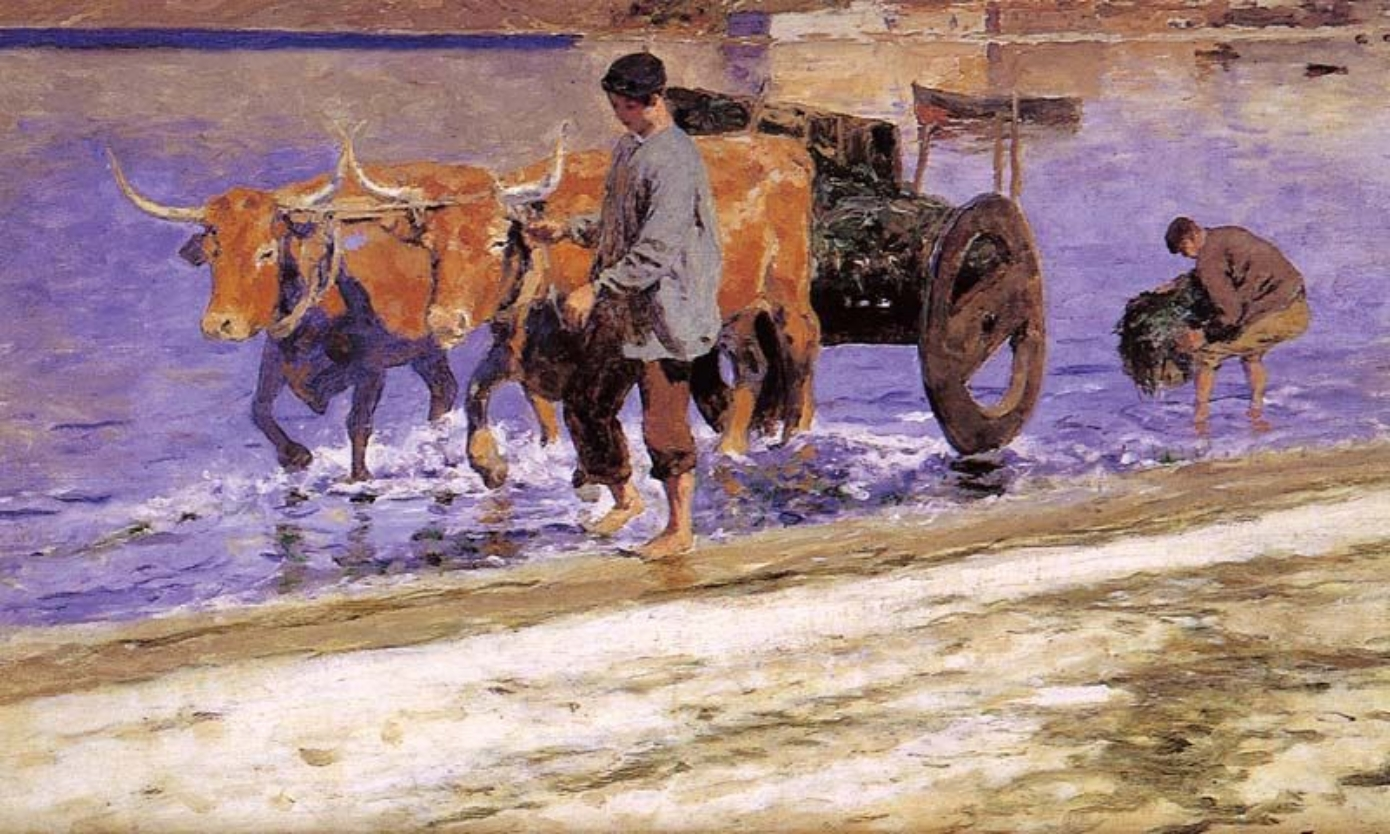
Сбор морских водорослей
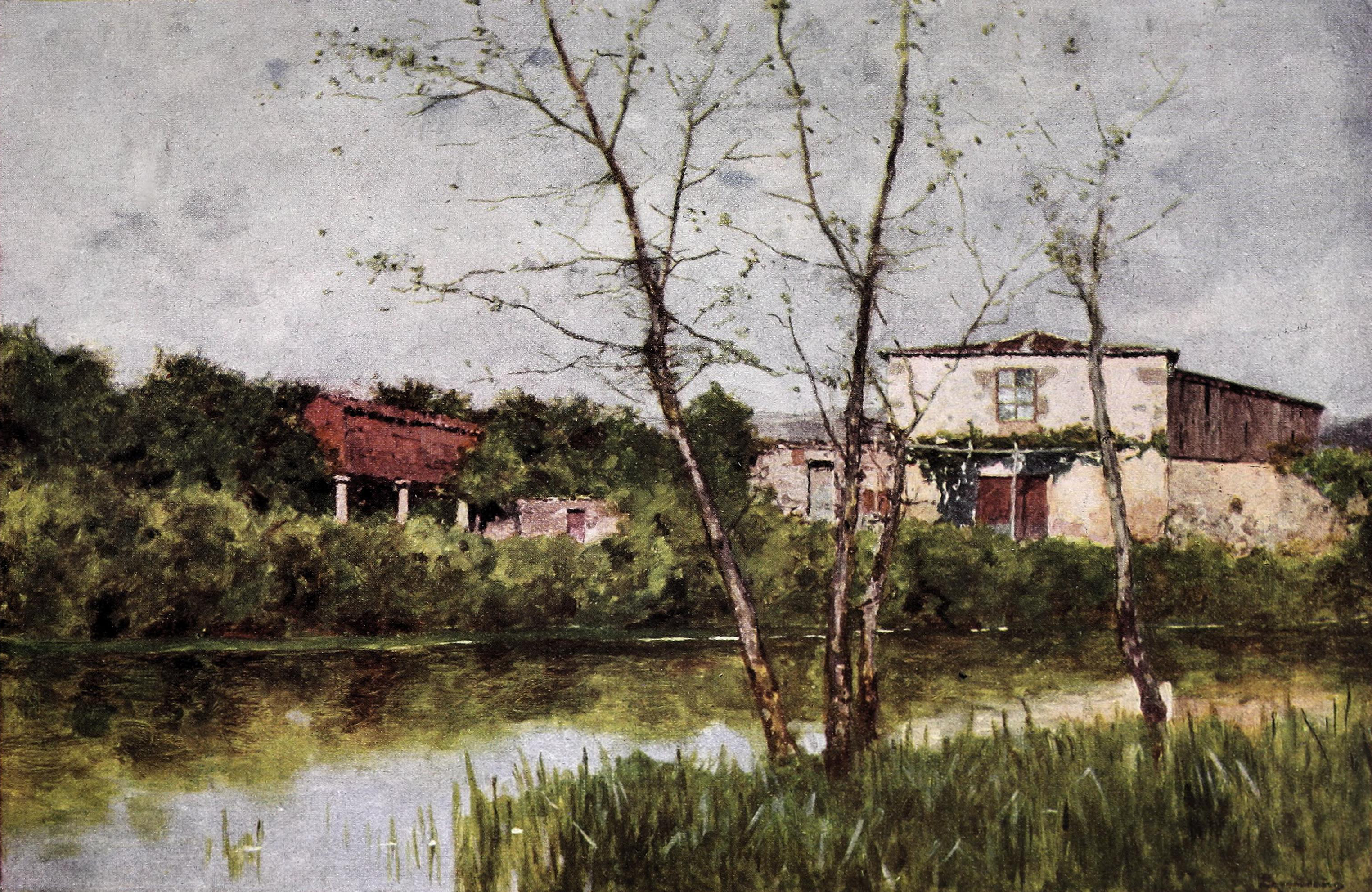